# 류고촌
류고촌(嶐郷村)은 이바라키현 나카군에 일찍이 존재했던 촌이다. 

## 지리
- 현재의 히타치오미야시 북서부에 해당한다.

## 역사
- 1889년 4월 1일 - 정촌제 시행에 의해 나카군 류고촌이 성립하였다.
- 1956년 9월 29일 - 히자와촌과 합병해 미와촌이 성립하여, 동일 류고촌은 폐지되었다.
- 2004년 10월 16일 - 미와촌, 야마가타정, 오가와촌, 히가시이바라키군 고젠야마촌과 합병해 가와치군 오미야정과 합병해 가와치군 오미야정 (당일 시로 승격해 히타치오미야시로 개칭)에 편입해 폐지되었다.

## 인구
| 1891년 | 3,219 |
| 1920년 | 4,402 |
| 1935년 | 4,517 |
| 1950년 | 5,382 |

## 참고문헌
- 諸橋轍次 『大漢和辞典』
- 角川日本地名大辞典編纂委員会『角川日本地名大辞典 8 茨城県』、角川書店、1983年 ISBN 4040010809